# Fuerza Aérea de Abjasia
La Fuerza Aérea de Abjasia es la rama de aviación de las Fuerzas Armadas de Abjasia de la República de Abjasia. Se conoce muy poca información de su estructura, equipos, comandante o sus bases de acuartelamiento totales; pero se sabe que está acuartelada en el campo aéreo Viyacheslav Eshba de Sujumi, y que sus principales aeronaves son algunos Yak-52 en versiones modificadas con algunas ametralladoras, de su configuración inicial de aeronaves de entrenamiento. Su primera operación de combate se dio el 27 de agosto de 1992, y esta se reconoce como el «Día de la Aviación Nacional de Abjasia», día celebrado desde entonces en Abjasia. La Fuerza Aérea de Abjasia se adjudica el hecho de haber efectuado más de 400 vuelos operacionales durante la primera guerra de 1992-1993 entre tropas Abjasias contra unidades georgianas. Durante los combates no se dispuso de información acertada acerca de las bajas en las fuerzas abjasias, pero se sabe que al menos un Yak-52 se perdió en una misión de reconocimiento cerca a la ciudad de Sujumi el 4 de julio de 1993.
Aparte de los Yak-52, las autoridades de gobierno de Abjasia reportan que en su Fuerza aérea durante la guerra operaban un par de Sukhoi Su-25 (designación OTAN: «Frogfoot») y un número indeterminado de Su-27 («Flanker»); y al menos cinco entrenadores L-39 Albatros, así como unos pocos helicópteros Mi-8 («Hip») y cantidades indeterminadas de aeronaves ligeras desconocidas; como sea, la Fuerza Aérea de Rusia hizo la mayoría de operaciones aéreas de abastecimiento y soporte para el Ejército de Abjasia y es incierto cual es el número de aeronaves realmente operadas por pilotos abjasos. Aparte hay informes que afirman que a algunos pilotos rusos se les instruyó para operar con la insignia del arma nacional aérea de Abjasia en sus trajes y aeronaves para luego despegar en sus misiones sobre las posiciones de las tropas de Georgia en los conflictos subsiguientes. Los sofisticados Flanker en particular parece asumible, sino un hecho confirmado; que sólo eran operados exclusivamente por pilotos rusos, más no por algún piloto abjaso. Los rusos operaban los Su-27 desde la base aérea de Gudauta, y durante el ataque a la ciudad de Sujumi, uno resultó derribado por un sistema S-75 Dvina (designación OTAN: SA-2 «Guideline»); el 19 de marzo de 1993 (incluso hay reportes sin confirmar hechos por tropas de Georgia que dicen ser ellos quienes dispararon el misil). Es incierto cuantos o cuales Su-25 han sido vistos en servicio para Abjasia durante la guerra civil y cuales de las aeronaves que dicen ser abjasas son en realidad de la Aviación Militar de Rusia; se sabe que al menos dos aeronaves en configuración de combate han sido vistas en acción, y que se dice fueron obtenidas con la previa cesión y aval de uso de la base de operaciones para Rusia en la ciudad de Gudauta en el año 2001.

## Operaciones y composición

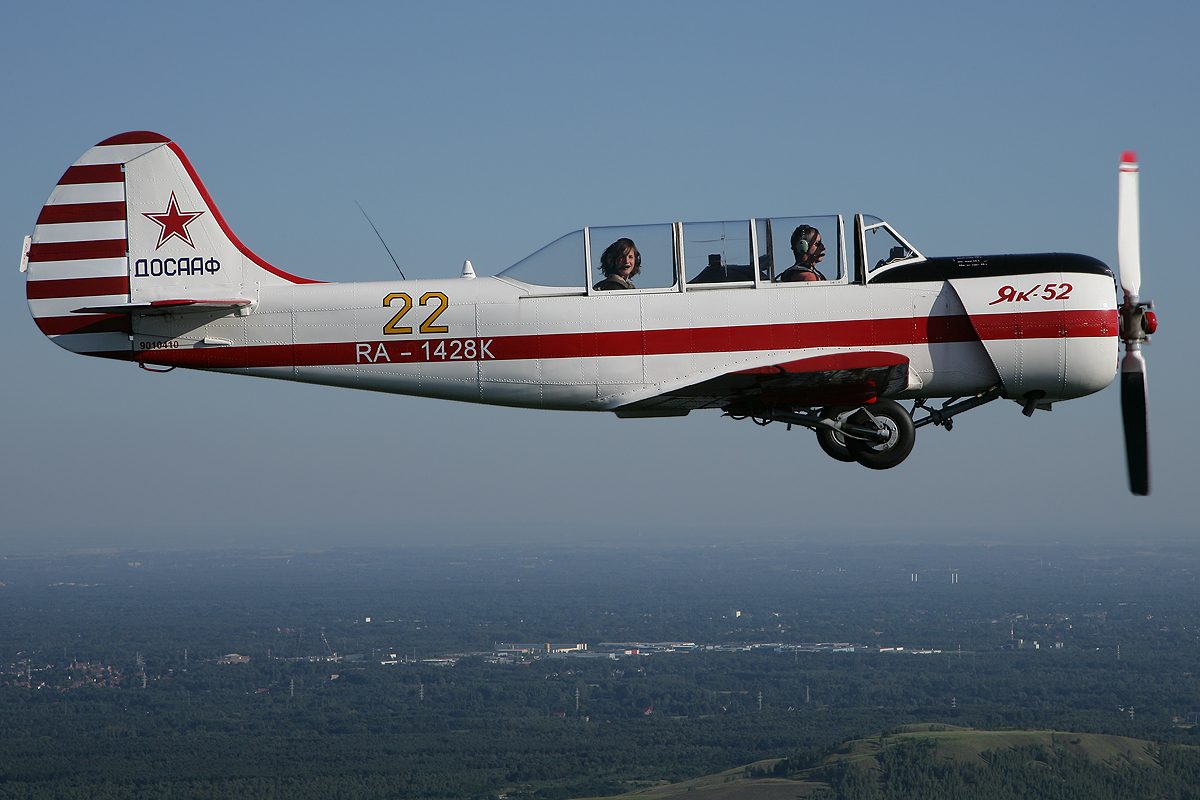
Yak-52 RA-1428K Fundación Yakkes

En el otoño del año 2001, Abjasia reportó que su personal activo en la fuerza aérea (tanto en tropa como material); comprende al menos 250 uniformados, 1 Avión caza MiG-21 («Fishbed»), 1 Sukhoi Su-25 Frogfoot, 2 L-39, 1 Yakovlev 52 modificado, y dos helicópteros Mi-8. La exhibición de tres L-39 en una reciente parada militar del año 2004 sugiere que hay unas unidades en servicio; posiblemente de reciente adquisición. En febrero de 2007 un website ruso ha reportado que Abjasia dispone de al menos 2 cazas Su-27, 1 caza MiG-21, 1 Yak-52, 2 aviones de ataque a tierra Su-25, 2 entrenadores para pilotos L-39, 1 aeronave de transporte ligero del tipo An-2, 7 helicópteros Mi-8 y 3 helicópteros Mi-24 en configuración de combate Pero para el siguiente reporte extraoficial, obetnido en el 2007 (y bastante desactualizado suministrado por una fuente abjasa); aduce que en el inventario de la Fuerza Aérea de Abjasia hay en servicio 1 MiG-21, 1 Su-25, 2 L-39, 1 Yak-52, y 2 helicópteros Mi-8.  En marzo de 2008, un entusisata de la aviación militar reportó en su website que éste inventario había ya aumentado con 9 helicópteros de ataque Mi-24/35, pero en una foto disponible, con fecha de diciembre de 2009 de una base aérea de Abjasia ha confirmado que hay al menos 2 helicópteros de ataque Mi-24/35, 1 helicóptero Mi-8  (habiendo también un helicóptero presente del modelo Mi-8 con pintura y configuración usada en las aeronaves similares de las Naciones Unidas (ONU) y otro sin marcas de identificación), 4 Aviones de entrenamiento L-39, y dos aviones de transporte de carga An-2 junto a un solitario Yak-52 (con un serial de cola distintivo de la Aviación Civil de Rusia).

## Origen del equipamiento
Los tipos de modelos, cantidades, y su estado de servicio son datos desconocidos dado el reducido tamaño y la falta de datos, puesto que son difíciles de obtener por el status quo en disputa de la República de Abjasia, así como aquellos datos sobre el tipo de operaciones en las que ha participado, los múltiples conflictos que se han dado en el territorio durante su existencia, y el inciertísimo nivel y cantidades de militares y aeronaves rusos involucrados en el transcurso de los conflictos en esta atribulada región. En general, la cantidad de aeronaves disponibles en esta fuerza es debida a los depósitos abandonados durante la desintegración de la Unión Soviética que tuvieron sus bases en Abjasia con un posible refuerzo dado en recientes años, y a las aeronaves de segunda mano suministradas por Rusia. No hay información disponible acerca de negociaciones y/o tratados de compras tradicionales reportados por parte del gobierno autoproclamado de Abjasia.

### Inventario de aeronaves
| Aeronave       | Imagen | Origen                                            | Cantidad                               | Tipo de misión                             | Notas                                                                                     |
| -------------- | ------ | ------------------------------------------------- | -------------------------------------- | ------------------------------------------ | ----------------------------------------------------------------------------------------- |
| Su-27 Flanker  |        | Unión Soviética / Rusia · Sukhoi                  | Cantidad desconocida (Probablememte 6) | Avión de combate y de superioridad aérea   | Al menos 2 unidades, operadas por pilotos y/o mercenarios de Rusia                        |
| Su-25 Frogfoot |        | Unión Soviética / Rusia / Georgia · Sukhoi        | 5                                      | Ataque a tierra                            | Reportado en servicio desde 1992                                                          |
| MiG-21 Fishbed |        | Unión Soviética Mikoyan-Gurevich                  | 1                                      | caza de combate                            | Reportado un solo ejemplar capturado, y en servicio desde 2001 hasta el 2007              |
| L-39           |        | Checoslovaquia / República Checa · Aero Vodochody | 5                                      | Entrenamiento de pilotos                   | Vistos en servicio desde 1992                                                             |
| Yak-52         |        | Unión Soviética / Rusia · Yakovlev                | 1                                      | Ataque a tierra y entrenamiento de pilotos | Equipo inicial, obtenidos entre 1991 a 1992 Se sabe de un solo ejemplar operativo en 2001 |
| An-12          |        | Unión Soviética / Ucrania · Antonov               | 2                                      | Transporte militar de carga y pasajeros    | En servicio desde el 2007                                                                 |
| Mi-24/35       |        | Unión Soviética / Rusia · Mil                     | 2                                      | Ataque y despliegue de tropas              | En servicio desde 1992, se vieron igualmente en acción en el 2007.                        |
| Mi-8           |        | Unión Soviética / Rusia · Mil                     | 1-4                                    | Transporte de tropas y abastecimiento      | Reportados en servicio desde 1992. Al menos 7 en servicio en el 2007.                     |

### Sistemas de defensa aérea
| Equipo                    | Imagen | Origen | Cantidades | Tipo de servicio  | Notas |
| ------------------------- | ------ | ------ | ---------- | ----------------- | --- |
| Sistema antiaéreo S-300PS |        | Rusia  |            | Misil tierra-aire | En operación por parte de las Tropas Coheteriles estratégicas de Rusia; Despliegue anunciado para el 12 de agosto de 2010. |